# كأس السوبر الإسباني 1990
كأس السوبر الإسباني 1990 جمعت نسخة 1990 ببطولة كأس السوبر الإسباني بطل الدوري الإسباني موسم 1989-90 ريال مدريد وبطل كأس إسبانيا موسم 1989- 90 برشلونة ، أُقيمت من مباراتي ذهاب وإياب خريف عام 1990، وحقق ريال مدريد اللقب بعد فوزة بمجموع المباراتين 5-1 .

## التفاصيل

### مباراة الذهاب
| برشلونة            | 0–1 | ريال مدريد                               |
| ------------------ | --- | ---------------------------------------- |
| المدرب يوهان كرويف |     | ميتشيل 54' · المدرب · ألفريدو دي ستيفانو |

### مباراة الإياب
| ريال مدريد                                                                              | 4–1 | برشلونة                              |
| --------------------------------------------------------------------------------------- | --- | ------------------------------------ |
| بوتراغينيو 22 ،44' · هوغو سانشيز 56' · سانتياغو آرغون 70' · المدرب · ألفريدو دي ستيفانو |     | غويكوتشيا 20' · المدرب · يوهان كرويف |